# Theophiel Coopman
Theophiel Coopman (Gent, 24 november 1852 - Schaarbeek, 4 juni 1915) was een auteur van gedichten, liederen en essays, en een voorvechter in de strijd voor de Nederlandse taal in België.

## Familie
Coopman trouwde met Marie Dillens (1851-), dochter van de Antwerpse  kunstschilder Henri Dillens (1812-1872).
Ze hadden een dochter Marguerite Coopman (1878-1959) die trouwde met architect Ernest Jaspar (1876-1940). Ze waren de ouders van onder meer politicus en ambassadeur Marcel-Henri Jaspar (1901-1982). Door haar huwelijk was Marguerite de schoonzus van eerste minister Henri Jaspar.

## Loopbaan
Coopman doorliep de humaniora aan het Koninklijk Atheneum in Gent, waar hij onder meer Max Rooses als leraar had. 
Hij vestigde zich in 1873 in Brussel (Daillylaan 129, Schaarbeek), waar hij bediende werd bij een aannemer van openbare werken, boekhouder op een handelskantoor en vervolgens ambtenaar op de vertaaldienst bij het Ministerie van Spoorwegen, Post en Telegrafie. In die functie maakte hij zich al op het Nederlandsch taal- en letterkundig congres van 1879 sterk voor de eenmaking van de terminologie op zijn ministerie. Hij werd er directeur en leidde er de vertaaldienst.
Hij was een romantisch en hartstochtelijk minnaar van Vlaanderen, wat tot uiting kwam in eenvoudige liederen en gedichten, waarvan er heel wat op muziek werden gezet en succes hadden. Hij gaf ook een bloemlezing uit en stichtte samen met Victor dela Montagne het tijdschrift Nederlandsche Dicht- en Kunsthalle (1878-1897). Hij schreef ook, met andere auteurs, werken over de taalstrijd en over de geschiedenis van de Vlaamse letterkunde.
Samen met Frans de Potter stelde hij in hun Ontwerp van werkzaamheden voor de Koninklijke Vlaamsche Akademie in 1888 voor om via commissies woordenlijsten "onzer Vlaamse vak- en kunstwoorden" op te stellen en te bundelen, onder de titel Bijdragen tot het Algemeen Nederlandsch Vak- en Kunstwoordenboek. Het voornemen tot dit voorstel had hij in een brief van 16 oktober 1887 aan Guido Gezelle meegedeeld.

## Succesvolle liederen
Coopman schreef onder meer:
- Mijn Vlaanderen heb ik hartelijk lief, op muziek gezet door Gentil Theodoor Antheunis.
- Klokke Roeland, op muziek gezet door Edward Blaes

## Vlaamse Beweging
Coopman was actief in de culturele Vlaamse Beweging.
- Hij was actief in de Brusselse Vlaamsche vrijzinnige volksmaatschappij De Veldbloem en schreef uitgebreide verslagen over de activiteiten van deze vereniging.
- Samen met Victor dela Montagne stichtte hij in 1878 het tijdschrift Nederlandsche Dicht- en Kunsthalle.
- Hij was secretaris van de Brusselse afdeling van het Willemsfonds.
- Hij organiseerde mede de Nederlandsche Taal- en Letterkundige Congressen
- Hij was medestichter en bestuurslid van het Nationaal Vlaamsch Verbond

Enkele maanden na de oprichting van de Koninklijke Vlaamse Academie voor Taal- en Letterkunde in 1886 werd Coopman er lid van en in 1901 werd hij er bestuurder.

## Publicaties
- De Nacht, cantate, 1873
- Coopman, Theophiel, Lenteliederen. Rogghé (13 januari 2023) – via GoogleBooks.  (1876)
- Coopman, Theophiel, Gedichten en Gezangen, met eene inleiding van Emmanuel Hiel en twee etsen van Albrecht Dillens. Hoste (13 januari 2023) – via Google Books.  (1879)
- Coopman, Theophiel, Kinderlust. Gedichten voor de jeugd. Siffer (13 januari 2023) – via Google Books. (1897), kinderpoëzie waarvoor hij de J. de Keynprijs van de Koninklijke Academie ontving
- Coopman, Theophiel & V. A. dela Montagne, Onze dichters (1830-1880), eene halve eeuw Vlaamsche poëzie. L. dela Montagne (13 januari 2023) – via Google Books.  (1880)
- (samen met Victor A. dela Montagne), De Taalstrijd hier en elders (1884-1897), 13 delen.
- De Vlaamsche strijd te Brussel. 1869-1884. Vijftienjarig verslag der werkzaamheden der Veldbloem, Vlaamsche vrijzinnige volksmaatschappij. Brussel: Havermans (1886)
- (samen met Frans de Potter), Ontwerp van werkzaamheden voorgesteld aan de Koninklijke Vlaamsche Academie voor taal- en letterkunde in hare zitting van 20 juni 1888. Gent: Leliaert Siffer (1888)
- (samen met Alfons Siffer), De Taalstrijd hier en elders (1897-1904), 5 delen.
- (samen met Jan Broeckaert), Bibliographie van den Vlaamschen Taalstrijd, 10 delen, 1904-1914.
- (samen met Lodewijk Scharpé), Geschiedenis der Vlaamsche letterkunde, 1899